# Urmas Rooba
Urmas Rooba   (Municipi de Roosna-Alliku, 8 de juliol de 1978) és un exfutbolista estonià de la dècada de 2000.
Fou 70 cops internacional amb la selecció d'Estònia. Pel que fa a clubs, defensà els colors de FC Flora Tallinn, FC Midtjylland, FC Copenhagen i Vejle Boldklub.